# Keskaechquerem
Keskaechquerem, jedna od ranih bandi Algonquian Indijanaca s Long Islanda koje Sultzamn smatra dijelom plemena Unami, dok ih drugi autori smatraju plemenom koje će poslije biti poznato kao Canarsee (konfederacija Metoac). Keskaechqueremi još 1636., kaže povjesničar Dr. Henry R. Stiles,  prodaju Willem Adriaense Bennetu i Jaques Bentynu područje poznato kao Gowanus (kasniji (Brooklyn) a 1639. Nizozemskoj Zapadnoindijskoj kompaniji močvarno područje Cripplebush na kojem će nastati današnji Bushwick, Greenpoint i Williamsburg. -Keskaechquerem je bilo palisadama zaštićeno istoimeno selo smješteno blizu Flatlandsa, jednog od pet nizozemskih gradova na Long Islandu. Vidi Canarsee. 